# Channa bankanensis
Channa bankanensis és una espècie de peix de la família dels cànnids i de l'ordre dels perciformes.

## Descripció
- Fa 23,5 cm de llargària màxima.[8]
- Cos allargat, prim, amb escates a la regió gular del cap, de color beix amb taques marrons[9] i amb una taca fosca a l'opercle dels adults. Aletes anal i dorsal clares, les quals s'enfosqueixen cap al marge superior de les susdites aletes. Aleta caudal de color violeta. Totes les aletes imparells i verticals mostren fileres de taques negres.
- 31-45 radis a l'aleta dorsal i 20-31 a l'anal.
- 55-68 escates a la línia lateral.
- Presència de grans dents semblants a les canines al paladar, de 4½ fileres d'escates entre la línia lateral i l'origen de l'aleta dorsal, de 7-9 fileres d'escates per sota de la línia lateral i l'origen de l'aleta anal, i de 8-9 fileres d'escates entre l'ull i la vora inferior de l'opercle.
- S'assembla superficialment a Channa lucius, però se'n diferencia per tindre un cap més alt i arrodonit (vs. punxegut), nombroses taques a les aletes imparells (vs. franges i ratlles) i un color marró vermellós en vida (vs. negre marronós).[10][11][12][13][14]

## Reproducció
No n'hi ha gaire informació, però probablement construeix nius i els ous són pelàgics.

## Alimentació
Hom creu que és, probablement, un depredador d'altres peixos i invertebrats.

## Hàbitat i distribució geogràfica
És un peix d'aigua dolça (pH 2,8-3,8), bentopelàgic, potamòdrom i de clima tropical (26-30 °C), el qual viu a Àsia: desembocadures i cursos mitjans de rius, rierols amb una gran quantitat de matèria orgànica en suspensió i torberes d'Indonèsia (Sumatra i Borneo) i la Malàisia peninsular (Selangor).

## Vida en captivitat
El seu aquari ha de contindre vegetació aquàtica, amagatalls, zones obertes per poder nedar-hi i lliure accés a la superfície per poder respirar aire. Té un temperament agressiu, per la qual cosa no és aconsellable la introducció, en el mateix aquari, de peixos de menor mida que la seua.

## Observacions
És inofensiu per als humans, la seua esperança de vida pot depassar els 10 anys, no té probablement cap importància comercial a causa de les seues preferències d'hàbitat i no és una espècie molt popular entre els pescadors locals degut a la seua petita grandària.